# Alexei Konow
Alexei Konow (russisch Алексей Конов, engl. Transkription Aleksey Konov; * 3. März 1938 in der Oblast Moskau) ist ein ehemaliger sowjetischer Hindernis- und Langstreckenläufer.
Bei den Olympischen Spielen 1960 in Rom kam er über 3000 m Hindernis auf den achten Platz, nachdem er im Finale Tempo für seine Mannschaftskollegen Nikolai Sokolow und Semjon Rschischtschin gemacht hatte, die Silber und Bronze gewannen. 
1962 gewann er bei den Weltfestspielen der Jugend und Studenten Silber über 5000 m und wurde bei den Leichtathletik-Europameisterschaften in Belgrad Achter über 3000 m Hindernis.
1961 und 1962 wurde er Sowjetischer Meister über 3000 m Hindernis.

## Persönliche Bestzeiten
- 5000 m: 13:56,4 min, 29. Juli 1961, Moskau
- 3000 m Hindernis: 8:36,2 min, 11. August 1962, Moskau